# Carl Ödman

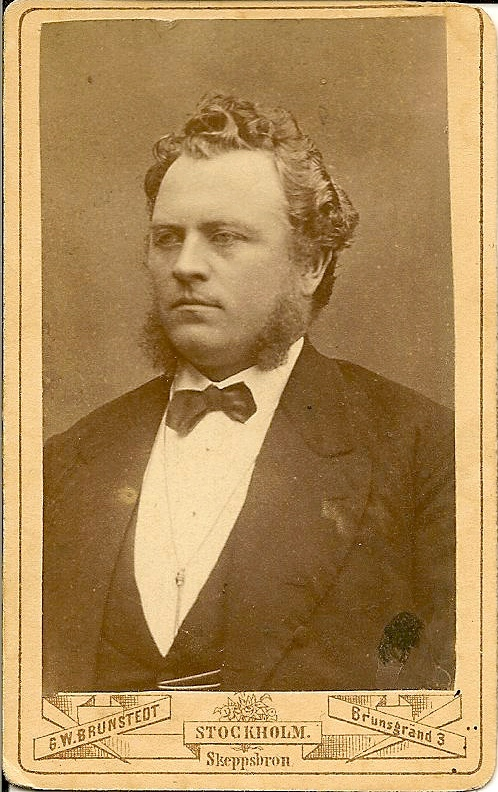
Carl Ödman fotograferad av
G W Brunstedt.

Carl Julius Ödman (i riksdagen kallad Ödman i Fiskebäckskil), född 14 december 1839 i Morlanda socken, Göteborgs och Bohus län, död 14 mars 1913 i Stockholm (begravd vid Fiskebäckskils kyrka,) var en svensk sjökapten och riksdagspolitiker.
Ödman var ledamot av riksdagens andra kammare 1879–1881, 1900–1908 samt från 1912 till sin död.